# Частное Ферма
В теории чисел частным Ферма для целого a ≥ 2 по простой базе p называется дробь
{\displaystyle q_{p}(a)={\frac {a^{p-1}-1}{p}}.}
Если a взаимно просто с p, то малая теорема Ферма утверждает, что qp(a) будет целым. Частное названо в честь Пьера Ферма.

## Свойства
Из определения очевидно, что
{\displaystyle q_{p}(1)\equiv 0{\pmod {p}}}
{\displaystyle q_{p}(-a)\equiv q_{p}(a){\pmod {p}}}
В 1850 году Готтхольд Эйзенштейн (Gotthold Eisenstein) доказал, что если a и b оба взаимно просты с p, то:
{\displaystyle q_{p}(ab)\equiv q_{p}(a)+q_{p}(b){\pmod {p}}};
{\displaystyle q_{p}(a^{r})\equiv rq_{p}(a){\pmod {p}}};
{\displaystyle q_{p}(a+p)\equiv q_{p}(a)-{\frac {1}{a}}{\pmod {p}}};
{\displaystyle q_{p}(p-1)\equiv 1{\pmod {p}}};
{\displaystyle q_{p}(p+1)\equiv -1{\pmod {p}}}.
Эйзенштейн сравнивал два первых соотношения со свойствами логарифмов.
Из этих свойств вытекает
{\displaystyle q_{p}(1/a)\equiv -q_{p}(a){\pmod {p}}};
{\displaystyle q_{p}(a/b)\equiv q_{p}(a)-q_{p}(b){\pmod {p}}}.
В 1895 году Дмитрий Мириманов (Dmitry Mirimanoff) указал на то, что последовательное применение правил Айзенштейна ведет к
{\displaystyle q_{p}(a+np)\equiv q_{p}(a)-n\cdot {\frac {1}{a}}{\pmod {p}}.}
Отсюда следует, что
{\displaystyle q_{p}(a+np^{2})\equiv q_{p}(a){\pmod {p}}.}

## Специальные случаи
Айзенштейн обнаружил, что частное Ферма по основанию 2 сравнимо по модулю p с суммой обратных величин к числам от 1 до {\displaystyle {\frac {p-1}{2}}}, то есть гармоническому числу {\displaystyle H_{\frac {p-1}{2}}}:
{\displaystyle -2q_{p}(2)\equiv \sum _{k=1}^{\frac {p-1}{2}}{\frac {1}{k}}\equiv H_{\frac {p-1}{2}}{\pmod {p}}.}
Более поздние авторы показали, что число элементов в таком представлении может быть уменьшено до с 1/2 до 1/4, 1/5, или даже 1/6:
{\displaystyle -3q_{p}(2)\equiv \sum _{k=1}^{\lfloor {\frac {p}{4}}\rfloor }{\frac {1}{k}}{\pmod {p}}.}
{\displaystyle 4q_{p}(2)\equiv \sum _{k=\lfloor {\frac {p}{10}}\rfloor +1}^{\lfloor {\frac {2p}{10}}\rfloor }{\frac {1}{k}}+\sum _{k=\lfloor {\frac {3p}{10}}\rfloor +1}^{\lfloor {\frac {4p}{10}}\rfloor }{\frac {1}{k}}{\pmod {p}}.}
{\displaystyle 2q_{p}(2)\equiv \sum _{k=\lfloor {\frac {p}{6}}\rfloor +1}^{\lfloor {\frac {p}{3}}\rfloor }{\frac {1}{k}}{\pmod {p}}.}
Сложность сравнений Айзенштейна увеличивается с ростом основания частных Ферма, несколько первых примеров:
{\displaystyle -3q_{p}(3)\equiv 2\sum _{k=1}^{\lfloor {\frac {p}{3}}\rfloor }{\frac {1}{k}}{\pmod {p}}.}
{\displaystyle -5q_{p}(5)\equiv 4\sum _{k=1}^{\lfloor {\frac {p}{5}}\rfloor }{\frac {1}{k}}+2\sum _{k=\lfloor {\frac {p}{5}}\rfloor +1}^{\lfloor {\frac {2p}{5}}\rfloor }{\frac {1}{k}}{\pmod {p}}.}

## Обобщенные простые Вифериха
Если qp(a) ≡ 0 (mod p), то ap−1 ≡ 1 (mod p2).
Простые, для которых это верно для a = 2 называются простыми Вифериха.
В более общем случае они называются простыми числами Вифериха по простому основанию a. Известные решения qp(a) ≡ 0 (mod p) для малых a :
| a  | p                                                               | последовательность OEIS |
| -- | --------------------------------------------------------------- | ----------------------- |
| 2  | 1093, 3511                                                      | A001220                 |
| 3  | 11, 1006003                                                     | A014127                 |
| 5  | 2, 20771, 40487, 53471161, 1645333507, 6692367337, 188748146801 | A123692                 |
| 7  | 5, 491531                                                       | A123693                 |
| 11 | 71                                                              |                         |
| 13 | 2, 863, 1747591                                                 | A128667                 |
| 17 | 2, 3, 46021, 48947, 478225523351                                | A128668                 |
| 19 | 3, 7, 13, 43, 137, 63061489                                     | A090968                 |
| 23 | 13, 2481757, 13703077, 15546404183, 2549536629329               | A128669                 |
Наименьшее решение qp(a) ≡ 0 (mod p) с a = n-м простое
1093, 11, 2, 5, 71, 2, 2, 3, 13, 2, 7, 2, 2, 5, … последовательность A174422 в OEIS.
Пара (p,r) простых чисел, такая, что qp(r) ≡ 0 (mod p) и qr(p) ≡ 0 (mod r) называется парой Вифериха.